# Beatrice Rigoni
Pour les articles homonymes, voir Rigoni.

a Compétitions nationales et continentales officielles uniquement.

b Matchs officiels uniquement.
Beatrice Rigoni, née le 1er août 1995 à Abano Terme (Italie), est une joueuse internationale italienne de rugby à XV évoluant aux postes de demi d'ouverture ou de centre. Elle joue en Angleterre, aux Sale Sharks.

## Biographie
Beatrice Rigoni commence le rugby à XV à six ans, dans les catégories mixtes de l'école de rugby du Petrarca Rugby Padoue où jouent aussi ses frères. À douze ans, elle rejoint le Valsugana Padoue, qui dispose d'une section exclusivement féminine.
Elle n'a pas encore dix-huit ans quand elle intègre l'équipe première. Et en 2014, tout juste majeure, elle connait sa première sélection avec l'Italie contre le pays de Galles lors du Tournoi des Six Nations. Elle se rompt les ligaments croisés lors de la dernière journée.[réf. nécessaire]
La saison suivante, elle remporte son premier scudetto, et est nommée joueuse du match lors de la finale.
Elle ne quitte plus l'équipe nationale et dispute les Coupes du monde 2017 et 2021.[réf. nécessaire]
À l'intersaison 2023, elle part jouer en Premiership avec les Sale Sharks.
Début 2024, elle fait partie des joueuses mises sous contrat par la fédération italienne.
Bien que professionnelle, elle poursuit des études de pharmacie.[réf. nécessaire]

## Palmarès

### En club
- Vainqueur du Championnat d'Italie en 2015, 2016, 2017, 2022, 2023.

### Distinctions personnelles
- Membre de l'équipe type du Tournoi des Six Nations en 2024[6].